# Hoheneich
Hoheneich je městys v Rakousku ve spolkové zemi Dolní Rakousy v okrese Gmünd. Žije zde přibližně 1 400 obyvatel.

## Poloha
Hoheneich se nachází v severozápadní části spolkové země Dolní Rakousy v regionu Waldviertel. Jeho rozloha činí 15,59 km², z nichž 57,19% je jí zalesněných.

### Členění
Území obce Hoheneich se skládá ze dvou částí (v závorce uveden počet obyvatel k 1. 1. 2015):
- Hoheneich (1053)
- Nondorf (350)

## Historie
Název městyse pravděpodobně pochází ze slov Hohe Eiche (Vysoký dub), neboť v minulosti rostlo v okolí mnoho dubů, což dokazuje i název malého údolí Eichelgraben (Žaludový příkop). Ještě roku 1807 zde stály mohutné staleté duby.
V Hoheneichu stál dříve hrad, který patřil k panství pánů z Kirchbergu. Později byl však vypleněn a zapálen.
Místo bylo obléháno roku 1795 hesenskými vojsky a roku 1866 vojsky pruskými. V roce 1869 získal Hoheneich vlastní poštu a roku 1903 novou školu.
Při světových válkách ztratil městys mnoho obyvatel, ale po jejich skončení zde bylo vystavěno mnoho domů a byly obnoveny silnice.

## Galerie

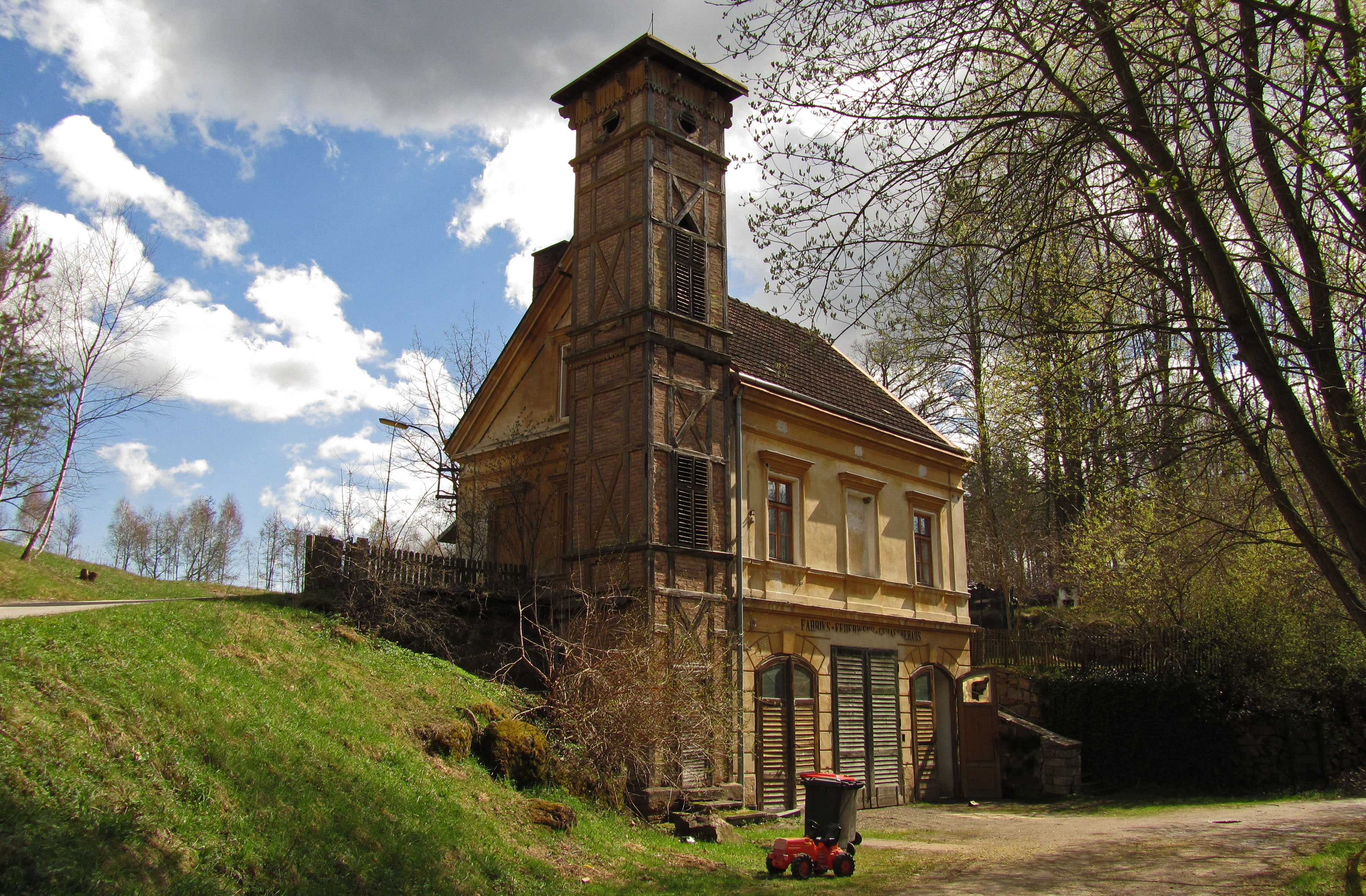
Požární domek firmy Backhausen
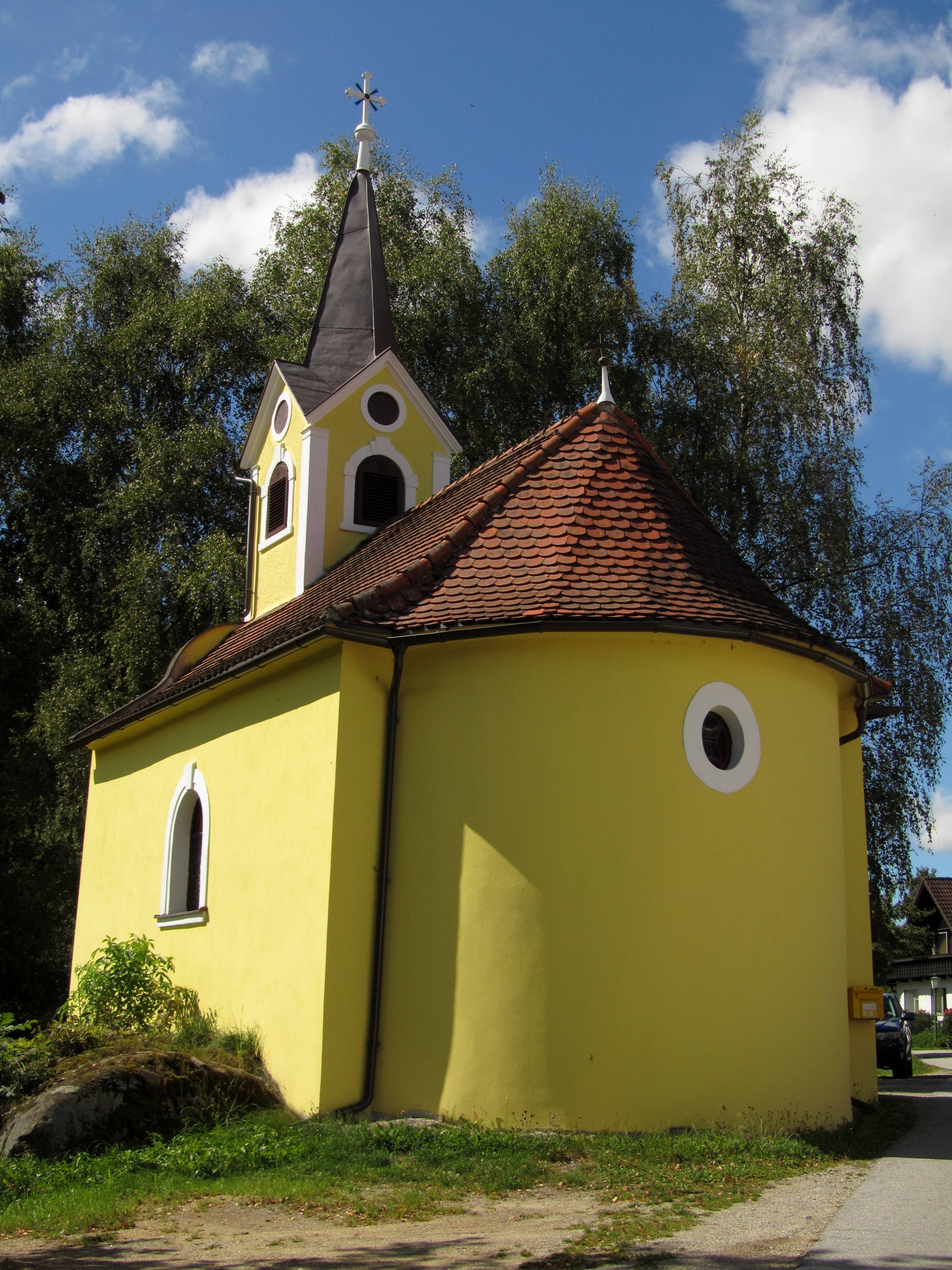
Kaplička v Nondorfu
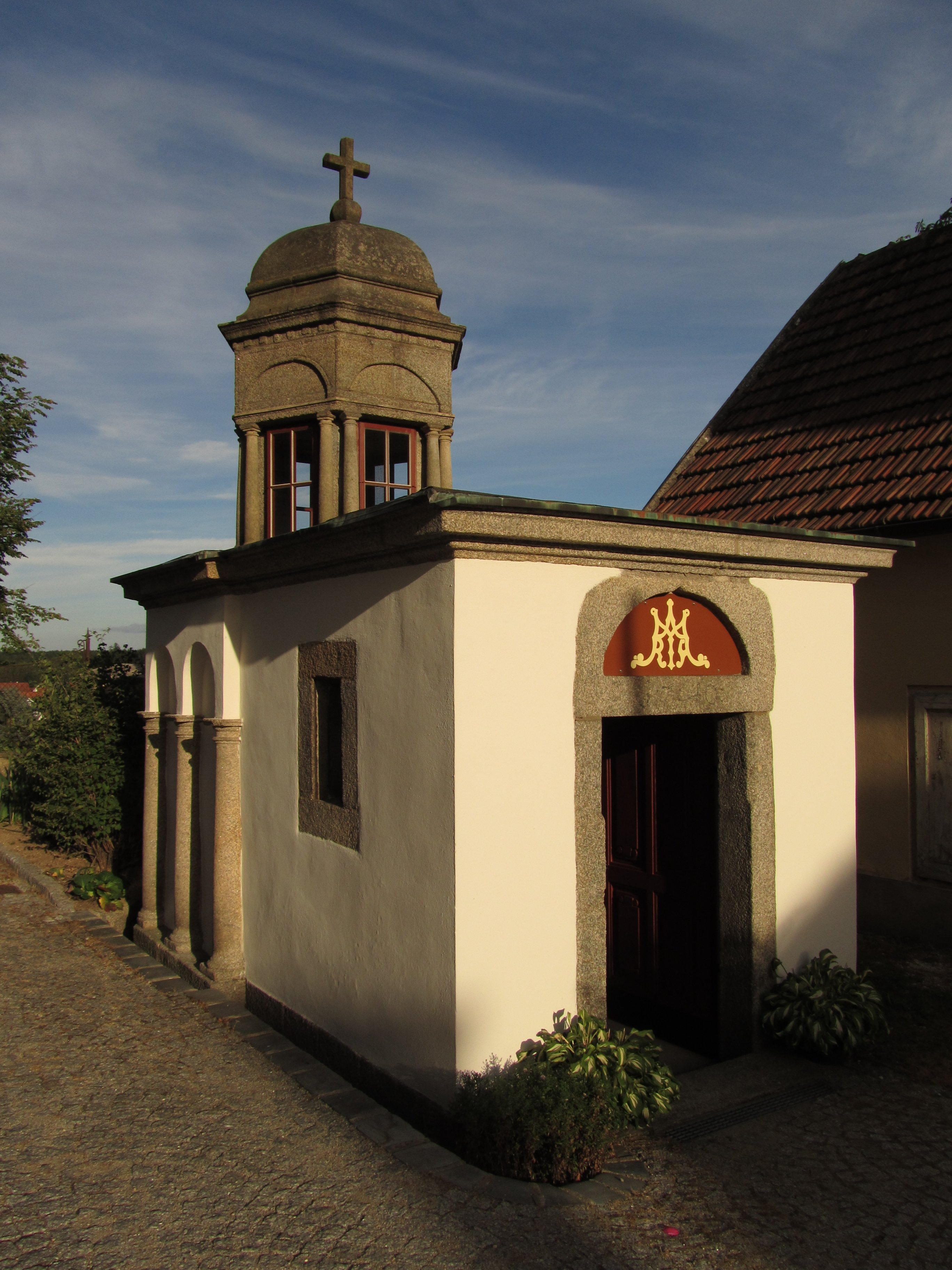
Lurdská kaple
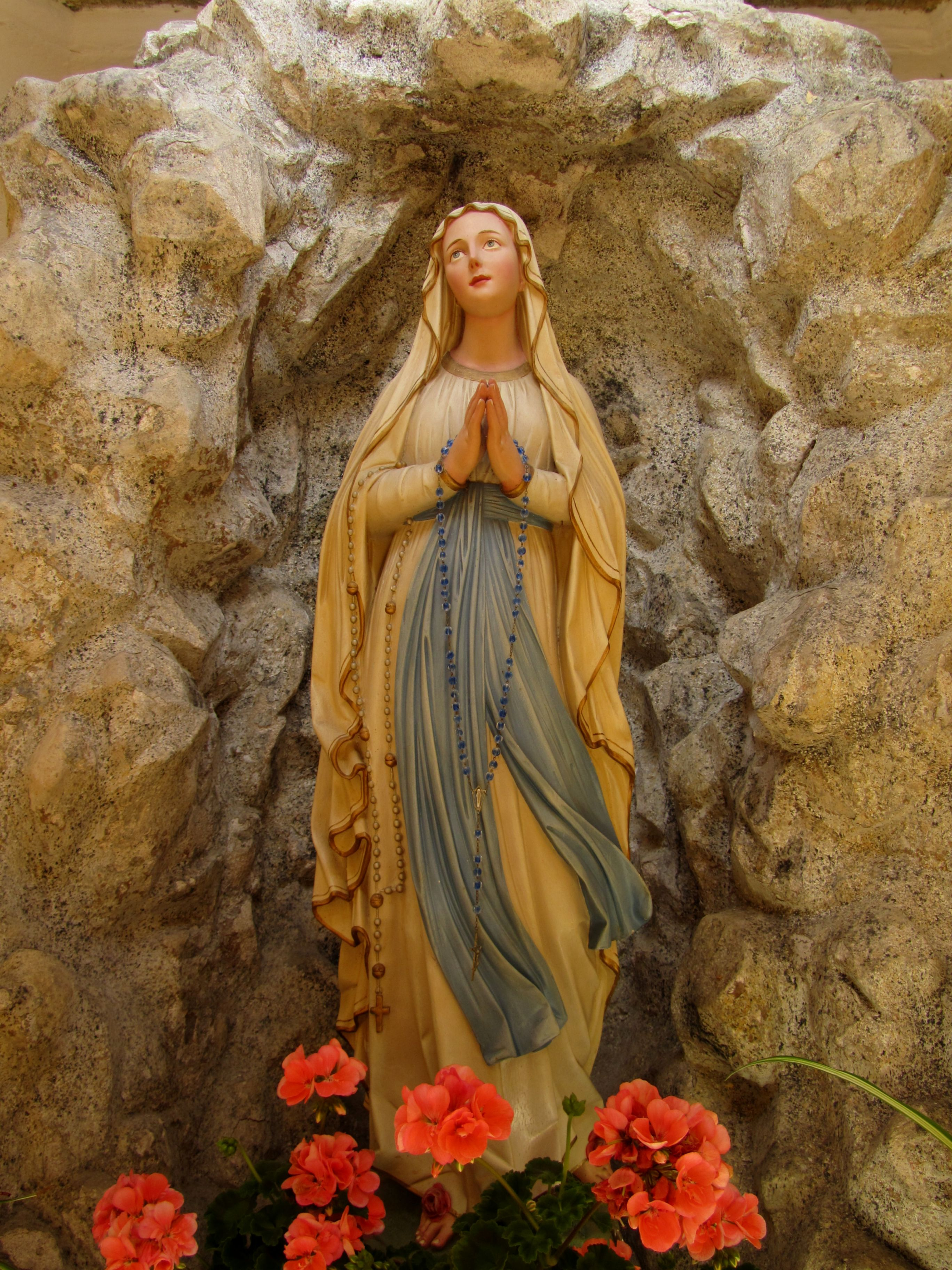
Interiér Lurdské kaple